# ターボット郡区 (ペンシルベニア州ノーサンバーランド郡)

州内のノーサンバーランド郡の位置。

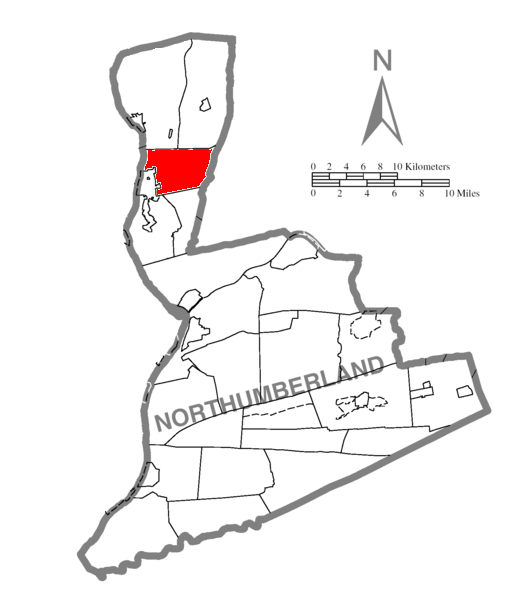
郡内のターボット郡区の位置。

ターボット郡区（Turbot Township）は、アメリカ合衆国ペンシルベニア州ノーサンバーランド郡にある郡区である。2000年現在の人口は1,677人。

## 地理
アメリカ国勢調査局によると、ターボット郡区の総面積は36.4km2。35.9km2が陸地で、0.6km2が水に覆われている。

## 人口
2000年の国勢調査によると、ターボット郡区の人口は1,677人であり、684世帯、518家族が居住している。人口密度は 1平方キロメートルあたり46.8人である。692軒の家があり、1平方キロメートルあたり19.3軒の家が建っている。町の人種構成は、97.44%が白人、1.25%が黒人ないしアフリカ系アメリカ人、0.00%がアメリカ先住民、0.30%がアジア人、0.06%が太平洋諸島系、0.36%がその他の人種であり、0.60%は混血である。人口の0.83%はラテン系である。
全世帯の28.5%には18歳未満の子供が同居しており、69.3%は夫婦で一緒に生活している。3.7%は夫のいない女性が世帯主であり、23.1%は独身である。全世帯の20.8%は一人暮らしであり、9.8%が65歳以上である。平均世帯人数は2.48人、平均家族人数は2.82人である。
ターボット郡区の人口は、22.6%が18歳未満、18歳以上24歳以下が4.7%、25歳以上44歳以下が26.7%、45歳以上64歳以下が26.8%、65歳以上が19.3%である。年齢の中央値は43歳である。女性100人に対して男性は99.9人であり、18歳以上の100人の女性に対して男性は98.2人である。
町の1世帯あたりの平均収入は43,704ドルであり、1家族あたりの平均収入は48,906ドルである。男性の平均収入が34,271ドルに対し、女性の平均収入は24,375ドルである。1人あたりの収入は19,732ドルである。人口の6.1%（全家族の3.3%）が極貧層である。18歳以下の住民の9.6%、65歳以上の住民の5.9%は貧しい生活を送っている。